# Pezzo capriccioso

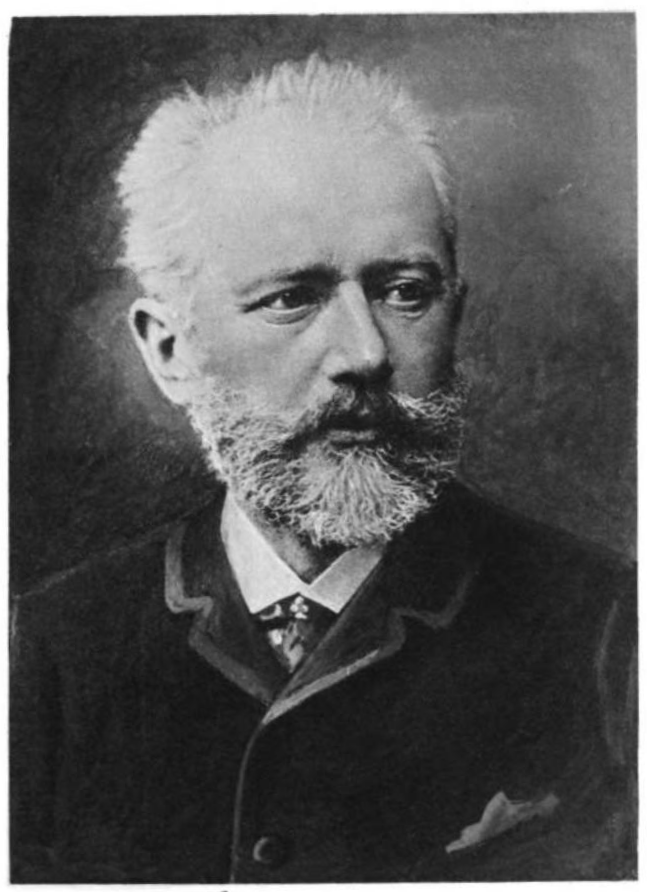
Piotr Ilich Chaikovski, compositor de Pezzo Capriccioso

Pezzo Capriccioso op. 62 en Si menor es una obra para violonchelo y orquesta escrita por el compositor Piotr Ilich Chaikovski. Fue compuesta en tan solo una semana en agosto de 1887 y es la segunda obra para violonchelo y orquesta de Chaikovski. Rápidamente hizo la versión para violonchelo y piano y fue esta la que se estrenó primero, el 18 de febrero de 1888 en la casa de París de M. P. Benardaky, con Anatoli Brandukov al violonchelo y el propio compositor al piano. La versión original de orquesta fue estrenada el 25 de noviembre de 1889 en Moscú también con Brandukov al violonchelo y Chaikovski dirigiendo la orquesta, en un concierto especial de la Sociedad Musical Rusa.

## Historia
Chaikovski estaba visitando a uno de sus hermanos en las montañas Cáucaso durante el verano de 1887, cuando le llamó su amigo Nikolái Kondrátiev, quien estaba muy enfermo en Aquisgrán, Alemania. Su amigo padecía sífilis y había ido a Alemania con la esperanza de que unas sales minerales retrasaran el avance de su enfermedad. Chaikovski fue a visitarle y estuvo unos meses cuidándole. A mediados de agosto viajó a París para visitar a otro amigo. Este segundo amigo, el pequeño ruso Anatoli Brandukov, fue el chelista a quien Chaikovski dedicó el Pezzo Capriccioso.
El título italiano Pezzo Capriccioso significa "pieza caprichosa", lo que en francés se diría "Morceau de concert" (pequeña pieza de concierto). La obra está escrita en la sombría tonalidad de Si menor, al igual que su Sinfonía número 6, la Patética. El Pezzo no es una obra caprichosa en el sentido de alegría, sino que el término hace referencia a la fantasía de diversos aspectos del tema principal de la obra. A pesar de algunos pasajes rápidos y algunas modulaciones alrededor de la tonalidad principal, Chaikovski conserva el pulso rítmico y el estado de ánimo sombrío durante toda la pieza. Terminó la obra en una semana y en cuanto la acabó escribió a Brandukov: "He escrito una pequeña pieza para violonchelo y me gustaría que la viera y me ayudara a hacer los últimos retoques en la parte del cello." Dos días después empezó a escribir la parte de piano y una semana más tarde la orquestó.
A principios de septiembre Chaikovski comenzó su viaje de vuelta a Rusia y volvió a escribir a Brandukov diciendo: "No me las arreglé para terminar la pieza en Aquisgrán. La dejaré de lado hasta que pueda hablar contigo en San Petesburgo o hasta que nos encontremos en Moscú. Creo que el resultado de la pieza es bastante pobre". Cuando llegó a San Petersburgo, le envió a su editor la obra terminada en dos formatos, uno para violonchelo y piano y otro para violonchelo y orquesta. Le pidió al editor que enviara la versión con piano al profesor de Brandukov, Wilhelm Fitzenhagen, quien había aconsejado a Chaikovski en sus Variaciones sobre un tema rococó, y le pidió a Fitzenhagen que le diera cualquier tipo de consejo, y añadió "Esta pieza es el único fruto de mi espíritu musical de todo el verano". Tanto Brandukov como su profesor colaboraron para hacer la parte del violonchelo más suave e idiomática.
La obra tiene carácter vigoroso, a pesar de que comienza con un color oscuro y descendente y un tempo Andante. El tema principal, una apacible y lírica melodía, aparece sobre todo en el registro medio del violonchelo. Eric Blom dijo que este tema es un "tipo de melodía de canción-sin-palabras" que no se vuelve demasiado sentimental porque tiene un carácter más bien nostálgico. En realidad, Pezzo quiere decir "pieza para la exhibición de la habilidad y del sentimiento".

## Publicación
Jurgenson publicó el Pezzo Capriccioso, la última obra para instrumento solista y orquesta de Chaikovski, en 1888. La parte de orquesta la escribió en enero, dos meses antes que el arreglo para violonchelo y piano. La publicación completa fue retrasada debido a que Chaikovski se llevó el manuscrito y no se lo devolvió al editor hasta mayo de 1888. La obra completa fue publicada en julio de 1888.

## Instrumentación
Pezzo capriccioso está escrito para violonchelo solo y orquesta con dos flautas, dos oboes, dos clarinetes (en La), dos fagotes, cuatro trompas (en Fa), timbales y cuerdas. 
La obra está escrita en un solo movimiento: Andante con moto y dura aproximadamente siete minutos.